# Doin’ It Right
«Doin’ It Right» — песня французского электронного дуэта Daft Punk, выпущенная на их четвёртом студийном альбоме Random Access Memories (2013). Соавтором композиции выступил американский инди-музыкант Panda Bear из группы Animal Collective. 3 сентября 2013 года сингл с этой песней был издан в США — попав в активную ротацию альтернативных радиостанций, помимо этого трек отметился в хит-парадах Франции, США и Великобритании благодаря цифровой дистрибуции. «Doin’ It Right» была высоко оценена критиками, некоторые из них назвали её лучшей песней на пластинке.

## Предыстория
«Doin’ It Right» была последней песней записанной для альбома Random Access Memories. Ноа Леннокс, более известный под псевдонимом Panda Bear, впервые узнал о Daft Punk из клипа на песню «Around the World». Благодаря ему музыкант открыл для себя многие аспекты электронной музыки. Позже он попросил дуэт сделать ремикс на одну из песен его группы Animal Collective, но они отказались. Запрос сделать ремикс сольного трека Panda Bear также был отклонён, поскольку Daft Punk больше не были заинтересованы в «вещах подобного рода». Однако дуэт не отказался от идеи совместного сотрудничества, и пригласил Panda Bear на сессии Random Access Memories в Париже полтора года спустя.
Леннокс поучаствовал в сессиях лишь три дня, что контрастировало с его обычным подходом к тщательному вынашиванию идей в течение длительного периода. Он вспомнил, что после того, как оборудование было подготовлено, его попросили просто «сварганить что-нибудь классное». Первоначально он попробовал несколько идей, но ни одна из них не нашла отклика у присутствующих в студии музыкантов. Мотив, который лег в основу «Doin’ It Right», возник спонтанно в самом конце сессий. Daft Punk сразу зацепились за идею, отреагировав на мелодию в крайне положительном ключе. По словам Леннокса, он намеревался написать песню, которая отличалась бы по стилю как от его сольного проекта, так и от музыки Daft Punk. «Она должна стать тем, что идеально вклинится между нашими стилями», — отмечал он, «Я определённо чувствовал, что вышел из своей зоны комфорта, но, в конечном счёте, песня именно об этом».

## Содержание
Daft Punk назвал «Doin’ It Right» единственной полностью электронной песней в альбоме, выполненной в современном стиле. В отличие от остальных треков Random Access Memories, инструментальное сопровождение было создано без сессионных музыкантов и состоит исключительно из звуков модульного синтезатора. Джереми Эбботт из Mixmag отметил «легкие и воздушные синтезаторы, появляющиеся в середине песни», посетовав на её «фантастическую неоцененность». Композиция написана в тональности E♭m и исполняется в темпе 89 ударов в минуту, с повторяющейся последовательностью аккордов: A♭sus2—A♭m—G♭/B♭—C♭sus2—C♭—D♭—E♭sus2—E♭m—D♭—C♭sus—C♭. Вокал варьируется в диапазоне ровно двух октав.
«Doin’ It Right» базируется на бите малого барабана и вокале пропущенном через вокодер — повторяющейся фразе Panda Bear «Doing it right/everybody will be dancing/and we’ll feeling it right/everybody will be dancing/and be doing it right/everybody will be dancing/and we’ll feeling it right/everybody will be dancing tonight». Голос музыканта звучит без вокодера, когда он поёт слова «If you lose your way tonight/ That’s how you know the magic’s right», что, по мнению обозревателя из Pitchfork Media, «по видимому сделано, чтобы акцентировать фразу, и мы знаем, что подобного рода магия важна для Daft Punk». Относительно музыкального стиля, рецензент из журнала Clash подчёркивал, что в песне проскальзывает вайбы «прото-электроники в духе Afrika Bambaataa», а автор портала Pitchfork назвал её «потрясающе воодушевляющей частицей электро-попа». Также критики также отметили, что ритмическая структура мелодии напоминает трэп-музыку.

## Отзывы критиков
Редакция Pitchfork Media очень высоко оценила композицию выделив её в специальном разделе портала — «Лучшая новая музыка».  Обозреватель журнала NME так описал свои впечатления о песни: «на несколько секунд появляется Троянский Робот, затем он раскрывает брюхо и оттуда выскакивает Panda Bear, чтобы разграбить древний город». И Pitchfork, и Paperblog в своих рецензиях выразили мнения, что «Doin’ It Right» — лучший трек в альбоме. Так, обозреватель из Pitchfork назвал это произведение «вещью наиболее ярко иллюстрирующую цель пластинки, моментом, когда два артиста, стремящихся к самосовершенствованию, объединяют свои чакры», а Paperblog тем, ради чего и ждали этот лонгплей. Публицист из Spin охарактеризовал вокал Panda Bear «лизергическиновым и милым, впрочем, как и всегда». Refinery29 писал, что, «для поклонников Daft Punk это именно тот главный трек, который вам гарантированно понравится; но, закоренелым фанатам Panda Bear, возможно, будет немного сложнее им проникнуться», в то время как рецензент Billboard отметил «захватывающий контраст» песни, «хотя, как ни странно, милое нытье Леннокса более к месту, чем утомительный механический вокал Daft Punk» — подытожил он. В свою очередь обозреватель The A.V. Club счел этот дуэт «хорошо сочетающимся и состоявшимся». В отличие от положительных отзывов своих коллег, автор портала PopMatters назвал «Doin’ It Right» единственным слабым местом альбома, поскольку, по его мнению, он «полностью отошёл от концепции пластинки как по стилю, так и по продакшену (будучи единственным полностью электронным треком) и ощущается как гостевой номер, который кто-то насильно втиснул в треклист альбома». Это мнение частично поддержал Зак Бэрон из GQ назвав «Doin’ It Right» сольным треком Panda Bear, который каким-то образом оказался частью альбома Daft Punk.

## Список композиций
Промосингл
1. «Doin’ It Right» – 4:14

## Участники записи
Информация взята из аннотаций к альбому..
- Daft Punk – продюсирование, вокал, модульный синтезатор[англ.]
- Panda Bear – вокал

## Чарты
| Чарт (2013)                                    | Высшая позиция |
| ---------------------------------------------- | -------------- |
| Франция (SNEP)                                 | 63             |
| South Korea International Songs (GAON)         | 42             |
| UK Singles (Official Charts Company)           | 193            |
| США (Billboard Bubbling Under Hot 100 Singles) | 11             |
| США (Billboard Hot Dance/Electronic Songs)     | 17             |

| Чарт (2013)                           | Позиция |
| ------------------------------------- | ------- |
| US Dance/Electronic Songs (Billboard) | 38      |

## Сертификация
| Регион                                                                      | Сертификация | Продажи |
| --------------------------------------------------------------------------- | ------------ | ------- |
| Канада (Music Canada)                                                       | Золотой      | 40 000  |
| США (RIAA)                                                                  | Золотой      | 500 000 |
| Данные о продажах + прослушиваниях приведены только на основе сертификации. |              |         |

## История релиза
| Страна | Дата            | Формат            | Лейбл    |
| ------ | --------------- | ----------------- | -------- |
| США    | 3 сентября 2013 | Alternative radio | Columbia |